# Steven Adler
Steven Adler (ur. 22 stycznia 1965 w Cleveland jako Michael Coletti) – amerykański muzyk hardrockowy.

## Życiorys
Jest muzycznym samoukiem, gry na perkusji zaczął uczyć się w wieku 17 lat. Wpływ na jego grę mieli perkusiści, tacy jak Roger Taylor oraz Peter Criss. Jako nastolatek wraz ze Slashem założył zespół Road Crew. Porzuciwszy szkołę, dorabiał, pracując jako sprzątacz na kręgielni, w supermarkecie i w restauracji oraz jako kelner.
W latach 1985–1990 perkusista zespołu Guns N’ Roses z którego został wyrzucony przez problem z uzależnieniem od narkotyków. W 1996 na skutek przedawkowania narkotyków doznał udaru mózgu, w wyniku którego ma problemy z mówieniem. W latach 2003–2012 tworzył w ramach zespołu Adler’s Appetite. Od 2012 występuje w ramach solowego projektu Adler.
Jest endorserem instrumentów firm Rockett Drum Works, Paiste i Vater.

## Dyskografia
Guns N’ Roses
- 1986 – Live ?!*@ Like A Suicide EP
- 1987 – Appetite for Destruction
- 1987 – Live from the Jungle
- 1988 – G N’ R Lies
- 1999 – Live Era ’87–’93
- 2004 – Greatest Hits

## Publikacje
- My Appetite for Destruction: Sex, and Drugs, and Guns N’ Roses, 2010, It Books, ISBN 978-0-06-191711-0

## Filmografia
- The Dead Pool (1988, film fabularny, reżyseria: Buddy Van Horn; rola epizodyczna)[8]
- My Way (2012, film dokumentalny, reżyseria: Dominique Mollee, Vinny Sisson)[9]
- Slash: Raised on the Sunset Strip (2014, film dokumentalny, reżyseria: Martyn Atkins)[10]
- Quiet Riot: Well Now You're Here, There's No Way Back (2014, film dokumentalny, reżyseria: Regina Russell Banali)[11]

## Wideografia
Steven Adler – Steven Adler’s Getting Started With Rock Drumming (2009)

## Steven Adler w popkulturze
W 2014 roku polski muzyk Peja nagrał album „Książę aka. Slumilioner”. Klip promujący płytę miał tytuł „S.A. (Steven Adler)” z gościnnym udziałem Hellfielda z metalowego zespołu Nekromer i nawiązywał do uzależnienia muzyka Guns N’ Roses.